# Эфри
Эфри́ (фр. Effry) — коммуна во Франции, находится в регионе Пикардия. Департамент коммуны — Эна. Входит в состав кантона Ирсон. Округ коммуны — Вервен.
Код INSEE коммуны — 02275.

## Население
Население коммуны на 2010 год составляло 353 человека.
| 1962 | 1968 | 1975 | 1982 | 1990 | 1999 | 2010 |
| ---- | ---- | ---- | ---- | ---- | ---- | ---- |
| 638  | 606  | 526  | 392  | 402  | 403  | 353  |

## Экономика
В 2010 году среди 241 человека трудоспособного возраста (15—64 лет) 158 были экономически активными, 83 — неактивными (показатель активности — 65,6 %, в 1999 году было 61,5 %). Из 158 активных жителей работали 125 человек (82 мужчины и 43 женщины), безработных было 33 (19 мужчин и 14 женщин). Среди 83 неактивных 20 человек были учениками или студентами, 20 — пенсионерами, 43 были неактивными по другим причинам.